# We Didn't Start the Fire
"We Didn't Start the Fire"는 빌리 조엘의 노래이다. 1949년(동년 5월 9일에 조엘이 태어났다)에서 1989년 사이에 있었던 100 개 이상의 사건사고를 가사로 삼았으며, 앨범 Storm Front에 수록되었다.

## 노래 가사에 등장하는 역사적 키워드

### 1940년대
1949년
- 해리 트루먼(Harry Truman)이 1948년 선거에서 승리하여 미국 대통령으로 취임하였다. 그의 이전 임기는 프랭클린 루스벨트의 죽음 이후 부통령으로서 지위를 승계한 것이었다. 그는 1945년 8월, 일본 히로시마와 나가사키에 원자폭탄의 투하를 재가하였다.
- 도리스 데이(Dorris Day)가 영화 《마이 드림 이즈 유어스》와 《이츠 어 그레이트 필링》으로 각광을 받았다. 그 와중에 두 번째 남편과 이혼했다.
- 공산 중국(Red China): 국공 내전에서 중국 공산당이 승리하여 중화인민공화국을 성립하였다.
- 조니 레이(Johnnie Ray)가 오케 레코드와의 첫 계약서에 서명했다. 하지만 향후 2년 동안은 여전히 별 인기가 없었다.
- 뮤지컬 《남태평양》(South Pacific)이 이해 4월 7일 브로드웨이 무대 위에 올랐다.
- 월터 윈첼(Walter Winchell)은 공격적인 라디오 및 신문 저널리스트로, 가십성 칼럼으로 악명을 떨쳤다.
- 조 디마지오(Joe DiMaggio)가 속한 뉴욕 양키스는 1940년대 들어 5번 월드 시리즈에 진출했고 그 중 4번을 우승했다.

### 1950년대
1950년
- 미국 상원의원 조 매카시(Joe McCarthy)가 유명인사가 되었다. 링컨의 날 연설을 시작으로 그는 빨갱이 사냥-매카시즘에 착수한다.
- 리처드 닉슨(Richard Nixon)이 초선의원이 되었다.
- 유명 자동차 회사 스투드베이커(Studebaker)가 사양세를 타기 시작했다.
- 텔레비전(Television)이 유럽과 북아메리카에 널리 확산되었다.
- 북한(North Korea)와 남한(South Korea) 사이에 6월 25일 한국전쟁이 발발했다.
- 메릴린 먼로(Marilyn Monroe)가 《아스팔트 정글》, 《이브의 모든 것》 등 신작 영화 다섯 편을 찍고 인기가 하늘로 치솟았다. 그리고 친구 조니 하이드가 죽은 뒤 자살을 기도했다. 먼로는 1954년에 앞서 먼저 언급된 조 디마지오와 결혼했다가 이혼한다.

1951년
- 로젠버그 부부(Rosenbergs)가 3월 29일에 간첩 행위에 대해 유죄를 선고받았다.
- 수소폭탄(H-Bomb) 개발이 중반 즈음에 접어들었다. 개발은 1950년 초에 시작하여 1952년 말에 첫 실험에 들어갔다.
- 슈거 레이(Sugar Ray)가 권투 웰터급 챔피언이 되었다.
- 판문점(Panmunjom)은 남북 한국 간의 국경마을로, 훗날 이곳에서 한국전쟁 종전 관련 논의가 이루어진다.
- 말런 브랜도(Brando)가 《욕망이라는 이름의 전차》로 아카데미 남우주연상 후보에 오르다.
- 뮤지컬 《왕과 나》(The King and I)가 3월 29일에 브로드웨이에서 초연했다.
- 논쟁적인 소설 《호밀밭의 파수꾼》(The Catcher in the Rye)이 출판되었다.

1952년
- 드와이트 아이젠하워(Eisenhower)가 대통령으로 당선되었다.
- 조너스 소크가 비밀리에 소아마비 백신(vaccine)을 실험했다.
- 영국엔 새 여왕이(England's got a new queen): 엘리자베스 2세가 부왕 조지 6세의 붕어로 왕위를 계승했다. 대관식은 다음 해 있었다.
- 로키 마르시아노(Marciano)가 저지 조 월콧에게 승리하여 세계 헤비급 챔피언이 되었다.
- 리버라치(Liberace)가 텔레비전 프로그램에 나와서 유명해졌다.
- 산타야나 안녕(Santayana goodbye): 9월 26일에 조지 산타야나가 죽었다.

1953년
- 이오시프 스탈린(Joseph Stalin) 3월 5일에 사망.
- 말렌코프(Malenkov)가 스탈린을 계승하여 6개월 동안 서기장을 지냈다. 말렌코프는 스탈린의 대숙청에 가담한 전력이 있었다. 이후 그 자신도 니키나 흐루시초프에 의해 비슷한 운명을 맞게 된다.
- 나세르(Nasser)가 무하마드 나기브 수상의 막후에서 이집트의 실세로 활동하기 시작했다.
- 작곡가 프로코피예프(Prokofiev)가 3월 5일, 스탈린과 같은 날 죽었다.
- 윈스롭 록펠러(Rockefeller)와 그 아내 바버라가 이혼하였다. 1954년에 합의금이 5백 5십만 불로 결정되면서 절정을 찍었다.[1]
- 브루클린 다저스의 흑인 포수 캄파넬라(Campanella)가 두 번째로 내셔널 리그 최우수 선수로 선정되었다.
- 공산주의 블록(Communist bloc)이란 소비에트 연방의 영향을 받던 일련의 공산주의 국가들을 말한다. 아마 이 대목은 1953년 동독 폭동 사태를 염두에 둔 것일 수도 있다.

1954년
- 로이 콘(Roy Cohn)이 조지프 매카시의 수석고문직을 사임했다. 그는 앞서 언급된 로젠버그 부부를 기소했던 전력이 있다.
- 후안 페론(Juan Perón)이 아르헨티나 대통령으로서 마지막 해를 만끽했다. 다음 해 그는 쿠데타로 쫓겨난다.
- 토스카니니(Toscanini)가 지휘자로서 명성이 절정에 달했다.
- 데이크론(Dacron) is an early artificial fiber made from the same plastic as polyester.
- 디엔비엔푸 함락(Dien Bien Phu falls). 베트남 북부 프랑스군의 중요 요새가 베트민의 수중에 떨어졌고, 프랑스의 식민지배가 끝난다. 북베트남과 남베트남의 분리로 이어지게 된다.
- "Rock Around the Clock"은 빌 헤일리 앤 히즈 코메츠가 5월에 발표한 싱글 곡으로, 전세계적으로 로큰롤을 확산시켰다.

1955년
- 아인슈타인(Einstein)이 4월 18일 죽었다. 향년 76세.
- 제임스 딘(James Dean)이 영화 《에덴의 동쪽》과 《이유없는 반항》으로 대성공을 거두고 아카데미 남우주연상 후보로 올랐다. 그리고 같은 해 9월 30일 교통사고로 사망했다. 향년 24세.
- 브루클린 팀이 이겼네(Brooklyn's got a winning team): 브루클린 다저스가 1955년 월드 시리즈에서 우승했다. 이후 다저스는 로스앤젤레스로 연고지를 옮겨 LA 다저스가 되었고, 브루클린 연고 팀으로서 우승한 것은 이 때가 유일하다.
- 《데이비 크로켓》(Davy Crockett)은 디즈니의 텔레비전 단막극으로 동명의 전설적 서부개척자를 다루고 있다. 이 영화는 젊은이들 사이에 히트하여 잠깐 동안 너구리 가죽 모자의 유행을 불러왔다.
- 《피터와 웬디》(Peter And Wendy)의 뮤지컬이 3월 7일 텔레비전을 통해 천연색으로 방송되었다. 디즈니에서는 그 전해 만화영화를 내놓았다.
- 엘비스 프레슬리(Elvis Presley)가 11월 21일 RCA 레코드와 계약함으로써 가수 경력을 시작했다.
- 디즈니랜드(Disneyland)가 1955년 7월 17일에 개장했다.

1956년
- 바르도(Bardot)가 영화 《그리고 신은 여자를 창조했다》에 출연하여 전세계적으로 프랑스의 섹스심벌임을 각인시켰다.
- 부다페스트(Budapest)는 헝가리의 수도로, 1956년 헝가리 혁명이 일어났다.
- 앨라배마(Alabama)에서 몽고메리 버스 보이콧이 일어났다. 이 사건으로 로자 파크스와 마틴 루서 킹이 대두하였다.
- 흐루쇼프(Khrushchev)가 2월 25일 〈개인숭배와 그 결과에 관하여〉 연설을 함으로써 고인이 된 스탈린을 공격했다.
- 그레이스 켈리가 마지막 영화 《상류사회》에 출연하고 은퇴, 모나코 공작 레니에 3세와 결혼하여 그레이스 공작부인(Princess Grace)이 되었다.
- 그레이스 메탈리우스의 소설 《페이톤 플레이스》(Peyton Place)가 출판되었다. 현재의 기준으로는 온건한 작품이지만, 이 소설은 1950년대 당시 숭상받던 가치들에 충격파를 던졌다.
- 수에즈의 문제(Trouble in the Suez) 이집트가 10월 29일 수에즈 운하를 국유화함으로써 수에즈 위기가 발발했다.

1957년
- 아칸소주 리틀록에서 주지사 오벌 포버스가 아홉 명의 흑인 학생의 등교를 막았다. 이에 대통령 아이젠하워는 미국 제101공수사단을 투입하여 학생들이 등교하게 하였다.
- 러시아 작가 파스테르나크(Pasternak)가 소설 《의사 지바고》를 발표하였다.
- 미키 맨틀(Mickey Mantle)이 뉴욕 양키스 외야수로서의 경력에 중반기에 올랐다.
- 케루악(Kerouac)이 첫 소설 《노상에서》를 발표했다.
- 스푸트니크(Sputnik)는 최초의 인공위성으로, 소비에트 연방에서 10월 4일에 발사하였다. 이로써 우주경쟁이 시작되었다.
- 공산 중국 제1대 총리 저우언라이(Chou En-Lai)가 암살 시도에서 살아남았다.
- 《콰이 강의 다리》(Bridge on the River Kwai)는 동명의 소설을 영화화한 작품으로, 7개 부문에서 아카데미 상을 수상했다[2]

1958년
- 레바논(Lebanon)이 정치적 종교적 위기에 휩싸여 미군이 개입하게 되었다.
- 샤를 드 골(Charles de Gaulle)이 프랑스 제5공화국의 초대 대통령으로 선출되었다.
- 브루클린 다저스와 뉴욕 자이언츠가 캘리포니아로 이동해 LA 다저스와 샌프란시스코 자이언츠가 됨에 따라 캘리포니아 야구(California baseball)가 시작되었다.
- 스타크웨더 살인사건(Starkweather Homicide)이 미국인들의 이목을 끌었다. 스타크웨더는 1월 25일에서 29일 사이에 11명의 사람을 연속살인하고, 대규모의 범인수색 끝에 와이오밍주 더글라스에서 체포되었다.
- 탈리도마이드 아이들(Children of Thalidomide): 입덧 완화제인 탈리도마이드를 복용한 산모들이 기형아를 출산했다.

1959년
- 버디 홀리(Buddy Holly)와 리치 발렌스, 빅 바퍼가 2월 3일 비행기 사고로 한꺼번에 죽었다. 이 날을 음악 사망의 날이라고 한다. 빌리 조엘은 1959년 파트를 부르기 전에 버디 홀리 특유의 추임새인 "어허, 어허"(hu-huh, uh-huh)를 흉내낸다.
- 영화 《벤허》(Ben-Hur)가 아카데미 영화제에서 11개 부문에서 수상했다.
- 우주 원숭이(Space Monkey): 에이블과 베이커라는 이름의 원숭이 한 쌍이 로켓에 실려 우주로 갔다가 귀환하였다.
- 마피아(Mafia)의 존재가 주목을 끌기 시작한다.
- 훌라후프(Hula hoop)가 1억 판매고를 올렸다.
- 카스트로(Castro)가 쿠바 혁명으로 권좌에 오르고 비공식적으로 미국에 12일짜리 관광을 다녀갔다.
- 에드셀은 망했고(Edsel is a no-go): 포드 사의 자동차 에드셀은 판매 부진으로 불과 3년만에 단종되었다. 이후 "에드셀"이란 안 팔리는 실패작을 의미하는 속어가 되었다.

### 1960년대
1960년
- 유투(U-2) 정찰기가 소련 상공에서 격추되는 U-2기 사건이 발생.
- 부정선거와 미화 2천만 불 상당의 횡령으로 권좌에서 쫓겨난 이승만(Syngman Rhee)이 CIA에 의해 구출되어 망명했다.
- 노래의 라디오 방송을 위한 불법 수수 행위 파욜라(Payola)가 딕 클라크의 국회 증언으로 공론화되었다. 잘나가던 디스크자키 앨런 프리드는 이 스캔들로 훅 가 버렸다.
- 케네디(Kennedy)가 1960년 11월 8일 대선에서 리처드 닉슨을 이겼다.
- 처비 체커(Chubby Checker)가 동명의 노래를 통해 트위스트 춤을 유행시켰다.
- 스릴러 영화 《싸이코》(Psycho)가 시각적 잔혹성과 영화의 선정주의에 신기원을 이룩했다. 배경음악에 섞여 들리는 바이올린의 비명소리는 영화의 사운드트랙으로 상표권이 있었다.
- 콩고의 벨기에인들(Belgians in the Congo): 6월 30일, 콩고가 벨기에에서 독립을 선언했다.

1961년
- 오랜 우울증으로 고생하던 헤밍웨이(Hemingway), 7월 2일 자살.
- 나치 전범 아이히만(Eichmann)이 모사드 요원들에 의해 아르헨티나에서 납치되었다. 그는 이스라엘로 끌려와 인류에 대한 범죄를 저질렀음을 재판받고 목매달려 죽었다.
- 로버트 하인라인의 소설 《낯선 땅 이방인》(Stranger in a Strange Land)이 성적 해방과 자유주의의 주제를 담고 공전의 히트를 쳤다.
- 밥 딜런(Dylan)이 콜롬비아 레코드와 계약했다.
- 베를린(Berlin)이 서베를린과 동베를린으로 분리되었다. 8월 13일부터 베를린 장벽이 건설되기 시작한다.
- 미국으로 망명한 쿠바인들을 훈련시켜 쿠바에 침투, 피델 카스트로를 제거하려 한 피그 만 침공(Bay of Pigs Invasion)이 실패로 돌아간다.

1962년
- 영화 《아라비아의 로렌스》(Lawrence of Arabia)가 12월 16일 미국에서 시사회를 가졌다.
- 영국 비틀마니아(British Beatlemania): 영국 록 밴드 비틀즈에 드러머 링고 스타와 매니저 브라이언 엡스타인이 합류했다. 그들은 곧 전세계적 인기 뮤지션이 되어 브리티시 인베이전의 선봉 기수가 되었다.
- 올드 미스(Ole' Miss)란 미시시피 대학교를 가리키는 별칭으로, 흑인 학생 제임스 메러디스가 입학함으로써 인종차별이 폐지되었다.
- 존 글렌(John Glenn)은 머큐리 계획에 참여하여 최초의 미국인 우주비행사가 되었다.
- 리스튼이 패터슨을 이겼네(Liston beats Patterson): 9월 25일 헤비급 세계선수권에서 소니 리스튼과 플로이드 패터슨은 1라운드 KO로 끝났다.

1963년
- 교황 바오로(Pope Paul)는 바오로 6세를 가리키는 것이다. 조반니 몬티니 추기경이 바오로 6세로 즉위하였다.
- 맬컴 엑스(Malcolm X)가 케네디의 암살에 대해 "사필귀정"이라고 좋지 않은 방향으로 유명한 말을 남겼다. 논란이 되자 네이션 오브 이슬람은 그를 잘라냈다.
- 영국 정치인들이 섹스(British politician sex): 영국 전쟁성 대신 존 프로퓨모가 스캔들에 휘말렸다.
- 케네디가 날아갔다(JFK blown away): 미국 대통령 케네디가 11월 22일 컨버터블 무개차를 타고 댈러스를 행진하다 저격당해 사망했다.

1965년
- 산아제한(Birth control): 1960년대 초, 경구피임약이 시장에 처음 선보였다. 1965년 피임약을 금지하는 코네티컷주 법률에 대해 그리월드 대 코네티컷 사건이 일어났다. 1968년에 교황 바오로 6세는 《인간 생명에 대하여》라는 회칙을 발표하여 피임은 죄악이라고 매도하였다.
- 호찌민(Ho Chi Minh)은 베트남의 공산주의자로 대통령을 역임하였다. 북베트남에서 남베트남의 베트콩 반군을 지원하는 소위 호찌민 통로를 파괴하기 위해 미군은 무자비한 폭격을 가하였다. 3월 2일, 미 해병대 3,500 명이 남베트남에 상륙함으로써 최초로 미군 전투병력이 베트남 전쟁에 파병되었다.

1968년
- 돌아온 리처드 닉슨(Richard Nixon back again)이 대통령이 되었다.

1969년
- 달에 발사!(Moonshot): 아폴로 11호가 달에 성공적으로 착륙하였다.
- 우드스톡(Woodstock) 로클롤 페스티벌이 반문화의 기념비가 되다.

### 1970년대
1974년
- 워터게이트(Watergate): 리처드 닉슨 대통령이 사임하게 만든 대형 도청 스캔들.

1975년
- 펑크 록(Punk rock): 74년에 라몬즈가 씨를 뿌리고, 75년에 섹스 피스톨즈가 등장함으로써 펑크 시대가 시작된다.

1976년
- 레이건(Reagan)은 1980년에 미국 대통령으로 선출되는데, 1976년부터 대권에 도전했다.

1977년
- 베긴(Begin)이 1977년에 이스라엘 총리가 되어 1978년에 이집트 대통령 사다트와 캠프데이비드 협정을 맺었다.
- 팔레스타인(Palestine): 여러 국가들이 팔레스타인의 이스라엘에서의 독립을 결의했다.
- 비행기 위의 공포(Terror on the airline): 여러 곳에서 숱한 하이잭이 발생했다. 엔테베 작전이 특히 유명하다.

1979년
- 이란의 아야툴라(Ayatollah's in Iran): 이란 혁명으로 세속주의적인 샤가 축출되고 율법학자 루홀라 호메이니가 독재권력자가 되어 이슬람주의적 법률을 강제하였다.
- 아프가니스탄의 러시아인들(Russians in Afghanistan): 79년에 아프가니스탄을 침공한 붉은 군대는 향후 10년동안 전쟁을 계속하게 된다.

### 1980년대
1983년
- 장수 텔레비전 프로그램 《휠 오브 포츈》(Wheel of Fortune)이 방영을 시작했다.
- 샐리 라이드(Sally Ride)가 STS-7에 참여함으로써 미국 최초의 여성 우주비행사가 되었다.
- 헤비 메탈 자살(Heavy metal suicide): 1980년대, 오지 오스본과 주다스 프리스트, 메탈리카가 그들의 노래 속에 자살을 선동하는 메시지가 백마스킹 되어 있다고 주장한 학부모들에게 고소당했다.
- 해외부채(Foreign debts): 끝이 없는 미국의 무역 적자.
- 집이 없는 베테랑(homeless vets): 베트남 전쟁 참전군인들 대다수가 노숙자 내지 빈곤층으로 전락했다.
- 에이즈(AIDS): 인간 면역 결핍 바이러스에 감염됨으로써 발생하는 면역 체계 파괴 질병. 1980년대에 처음 발견되어 보고되었으며, 범유행될 징조를 보이고 있었다.
- 크랙(crack)이란 코카인류 마약의 일종으로 1980년대 중반에서 말까지 널리 사용되었다.

1984년
- 버니 괴츠(Bernie Goetz)는 12월 22일, 뉴욕 지하철에서 네 명의 젊은이를 총으로 쏴 죽였다.

1988년
- 해변가의 주사기(Hypodermics on the shore): 뉴저지의 해변에서 의학 폐기물들이 발견되었고, 바다가 심각하게 오염되었다. 이 사건 이전에는 암암리에 폐기물의 해양 투기가 이루어지고 있었으며, 이 사건은 환경주의가 대중적 주장으로 부상하는 주요 변곡점이 되었다.

1989년
- 계엄령이 떨어진 중국(China's under martial law): 5월 20일, 중국 정부가 계엄령을 선포하고 민주화를 요구하는 학생 시위대를 탱크로 깔아뭉개 죽였다(천안문 학살).
- 로큰롤러 콜라 전쟁(Rock-and-roller cola wars): 청량음료 업계의 양대산맥인 코카콜라와 펩시콜라가 로큰롤과 유명 가수들을 이용한 마케팅 경쟁을 펼쳤다.